# Gibson (Carolina del Nord)
Gibson è una città degli Stati Uniti d'America situata nella Carolina del Nord, nella Contea di Scotland.